# ORP Sławomir Czerwiński
ORP „Sławomir Czerwiński” – okręt-baza okrętów podwodnych Marynarki Wojennej II RP.
Pierwotnie był to parowiec pasażersko-towarowy zbudowany w 1907 roku w Earle’s Shipbuilding & Engineering Co. Ltd w Hull w Wielkiej Brytanii. Jako „Kovno” pływał pod flagą armatorską Ellerman Wilson Line.
W 1928 roku został zakupiony przez spółkę Polbrit i pod nazwą „SS Łódź” pływał z Gdańska a potem z Gdyni do Hull i czasami Londynu. Statek okazał się nieekonomiczny i był okresowo wycofywany z eksploatacji.
W 1932 roku został nabyty przez Marynarkę Wojenną za pieniądze zebrane wśród nauczycieli i młodzieży szkolnej przez „Nauczycielski Komitet Zbiórki na Flotę Wojenną”, dlatego okręt został nazwany imieniem Sławomira Czerwińskiego (zmarłego w 1931)  Ministra Wyznań Religijnych i Oświecenia Publicznego.
15 listopada 1932 roku Minister Spraw Wojskowych wcielił parowiec s/s „Łódź” w skład jednostek pływających floty, jako okręt Rzeczypospolitej i nadał mu nazwę ORP „Sławomir Czerwiński”.
Przez kolejnych 5 lat okręt służył Dywizjonowi Okrętów Podwodnych.
25 września 1937 roku Minister Spraw Wojskowych skreślił ORP „Sławomir Czerwiński” z listy okrętów floty z powodu zużycia. Po wycofaniu z Marynarki Wojennej okręt został sprzedany na złom.